# Hamburger Singakademie
Die Hamburger Singakademie e.V. von 1819 ist ein gemischter Chor in Hamburg. Die Hamburger Singakademie ist Mitglied des Verband Deutscher KonzertChöre VDKC.

## Geschichte
Der Chor entstand 1819 als Die Gesellschaft der Freunde religiösen Gesanges. Seit 1844 trägt er den Namen Hamburger Singakademie. Zu den Mitgliedern gehören Angehörige der Hamburger Familien Mönckeberg, von Gossler, Schmilinsky, Lutteroth oder Sieveking. Entscheidenden Anteil an den Anfangserfolgen der Singakademie hatte Friedrich Wilhelm Grund, der Begründer der Philharmonischen Gesellschaft, die er 44 Jahre leitete. Einer seiner Nachfolger, Julius von Bernuth, der 27 Jahre die Singakademie dirigierte, brachte 1869 das Deutsche Requiem von Johannes Brahms mit der Philharmonischen Gesellschaft und der Hamburger Singakademie in der Michaeliskirche zur Aufführung. Seit 1903 führte der Chor, mit Ausnahme der Jahre 1940 und 1946, das Requiem regelmäßig bis zum Jahr 1994 am Buß- und Bettag auf.
Ab 1872 bestand eine enge Verbindung zum Philharmonischen Staatsorchester. Chordirigenten waren meist die Chordirektoren der Staatsoper wie Max Thurn, Wilhelm Brückner-Rüggeberg, Adolf Bautze, Günther Schmidt-Bohländer und Jürgen Schulz. Von 1990 bis 1999 leitete Theo Wiedebusch, der Chordirektor der Bremer Oper, die Hamburger Singakademie.
Die Hamburger Singakademie wurde von den Dirigenten Eugen Jochum, Joseph Keilberth, Paul Hindemith, Rudolf von Oertzen (1910–1990), Leopold Ludwig, Wolfgang Sawallisch, Horst Stein, Aldo Ceccato, Hans Zender, Giuseppe Sinopoli, Hanns-Martin Schneidt, Christoph Eschenbach, Gerd Albrecht, Dietrich Fischer-Dieskau und Ingo Metzmacher geleitet.
1990 wurde die feste Bindung zum Philharmonischen Staatsorchester gelöst. Die Hamburger Singakademie arbeitet jetzt auch mit anderen Orchestern zusammen und erweiterte ihr Repertoire um a-cappella-Chorwerke.
Seit Ende 2000 führt die Hamburger Singakademie vor allem Werke auf, die nicht zum Standard-Repertoire gehören. Dies wurde durch den Chorleiter Cornelius Trantow (Hochschule für Musik und Theater Hamburg) möglich, der sich für ungewöhnliche Chorliteratur einsetzte und mit dem Chor intensive Stimmbildung betrieb. In 2011 erfolgte ein Leitungswechsel zu Jörg Mall, der diese Arbeit fortsetzte und mit dem Chor Ende November 2019 das Jubiläum des Chores zum 200-jährigen Bestehen mit der Aufführung von A Sea Symphony von Ralph Vaughan Williams in der Laeiszhalle feierte.
Ende 2019 wurde dem Chor vom Deutschen Chorverband für das 200-jährige Engagement und die Förderung des kulturellen Lebens die Zelter-Plakette zusammen mit einer Urkunde vom Bundespräsidenten Frank-Walter Steinmeier verliehen. Seit 2022 ist Frederike Sagbiel die musikalische Leiterin des Chors. Im Juni 2023 setzte Frederike Sagebiel mit der Hamburger Erstaufführung des Stücks Epithalamion von Ralph Vaughan Williams die Tradition fort, selten gehörte Werke aufzuführen.
Im Sommer 2023 hatte der Chor 35 Mitglieder.